# كوري روس
كوري روس (بالإنجليزية: Cory Ross)‏ هو لاعب كرة قدم أمريكية أمريكي، ولد في 22 سبتمبر 1982 في دنفر في الولايات المتحدة.

## وصلات خارجية
- كوري روس على موقع مرجع كرة القدم المحترفة.كوم (الإنجليزية)